# انوس بروماژ (بازیکن فوتبال، زاده ۱۸۶۴)
انوس بروماژ (انگلیسی: Enos Bromage; ۳۰ آوریل ۱۸۶۴ – ۲۵ مارس ۱۹۴۷) بازیکن فوتبال اهل بریتانیا بود.
از باشگاه‌هایی که در آن بازی کرده‌است می‌توان به باشگاه فوتبال دربی کانتی اشاره کرد.